# 고토 신페이
고토 신페이(일본어: 後藤 新平, 1857년 7월 24일(안세이 4년 6월 4일) ~ 1929년(쇼와 4년) 4월 13일)는 이와테현 출신의 일본 제국의 의사자 관료, 정치가며 정2위 훈1등 백작이다.
스카가와 의학교를 졸업하고 1881년(메이지 14년)에 아이치현 병원장 겸 아이치 의학교장이 되었으며, 1883년(메이지 16년)에 내무성 위생국에 들어갔다. 독일 유학을 거쳐 1892년(메이지 25년)에 위생국장으로 승진하였다. 1898년(메이지 31년)에 대만 총독 고다마 겐타로에 의하여 대만총독부 민정국장(훗날 민정장관)으로 발탁되었다. 1903년(메이지 36년)에 칙선으로 귀족원 의원이 되었으며, 제2차·제3차 가쓰라 내각에서 체신대신과 철도원 총재, 데라우치 내각에서는 내무대신과 외무대신 등을 역임하였고 시베리아 출병을 추진하였다. 1920년(다이쇼 9년)에 제7대 도쿄 시장이 되었다. 제2차 야마모토 내각에서 내무대신 겸 제도부흥원 총재로서 간토 대지진 이후의 제도 부흥 계획을 입안하였다. 소비에트 연방과의 국교 수립에도 관여하였다.
계획의 거대한 규모로 인하여 ‘오부로시키’(大風呂敷)라고 불리었던 일본의 유능한 식민지 경영자이자 도시계획가였다. 대만총독부 민정장관과 남만주철도주식회사 초대 총재를 역임하면서 일본의 대륙 진출을 지지하였으며, 철도원 총재로서 국내 철도의 정비에 공헌하였다. 보이스카우트 일본연맹 초대 총장, 도쿄 방송국(훗날 일본방송협회) 초대 총재, 다쿠쇼쿠 대학 제3대 학장 등을 역임하였다.

## 생애

### 출생과 의사 생활

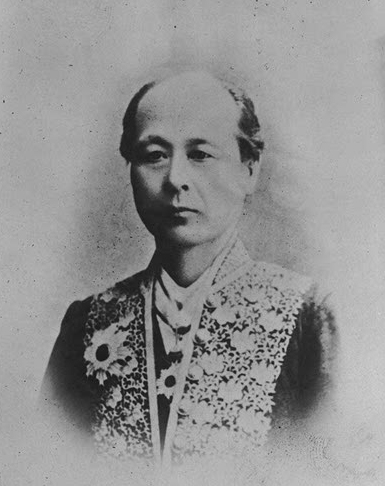
후원자 야스바 야스카즈

1857년 7월 24일(안세이 4년 6월 4일)에 센다이번의 일문 루스씨의 가신 고토 사네타카(後藤実崇)와 루스씨의 번의(藩醫) 다카노씨에서 시집 온 리에(利恵)의 장남으로 무쓰국 이사와군 시오가마 촌(현재 오슈시 미즈사와 구)에서 태어났다. 1864년(겐지 원년) 3월에 다케시타 세쓰잔(武下節山)의 가숙에서 한자를 배웠다. 1867년(게이오 3년) 2월에 루스 구니야스(留守邦寧)의 시동이 되었고, 같은 해 8월에 다케시타의 가숙을 그만 두고 번학 입생관(立生館)에 들어가 경사와 시문을 수학하였다.
1869년(메이지 2년) 2월에 루스씨가 삭봉됨과 동시에 고토씨도 평민이 되었고, 같은 해 8월에 폐번치현으로 미즈사와 성 안에 이사와 현의 현청이 설치되자 사이토 마코토, 야마자키 다미노리(山崎為徳)와 함께 현청의 급사로 채용되었으며, 9월에는 이사와 현 다이산지 야스바 야스카즈(安場保和)의 학복(學僕)이 되었다. 1871년(메이지 4년)에 도쿄로 상경하여 다이조칸 소사 쇼무라 쇼조(荘村省三)의 학복이 되었다가 다음 해에 귀향하여 다케시타의 가숙에서 다시 시문을 수학하였다. 1873년(메이지 6년) 5월에 아카와 미쓰히로(阿川光裕)의 권유로 후쿠시마현 스카가와로 유학을 떠나 후쿠시마 현 제일양학교에 입학하였고, 다음 해에 스카가와 의학교에 입학하였다.
1876년(메이지 9년)에 아이치현으로 전임된 야스바와 아카와를 따라 고토는 아이치 현 병원(현재 나고야 대학 의학부)에서 의사로 근무하게 되었다. 1877년(메이지 10년)에 병원을 사직하고 세이난 전쟁에 참전하여 오사카 육군 임시 병원과 나고야 진대 병원에서 의사로 활약하였다. 다시 병원으로 복귀한 이후에는 여러 차례 건백서를 제출하였으며, 1879년(메이지 12년)에 사립 위생회의 전신인 아이슈샤(愛衆社)을 설립하였고, 1880년(메이지 13년) 5월에는 병원장 겸 의학교장으로 승진하였다. 이와 같은 고토의 활약상은 내무성 위생국장 나가요 센사이(長與專齋)의 이목을 끌었다. 1882년(메이지 15년) 4월에 기후현에서 연설 도중 괴한에게 습격을 받은 이타가키 다이스케를 치료하였다.
1883년(메이지 16년)에 나가요에 의하여 내무성 위생국에 채용되어 관료로서 병원·위생에 관한 행정에 종사하게 되었다. 같은 해 9월에 야스바의 차녀 가즈코(和子)와 혼인하였다. 1889년(메이지 22년) 8월에 대표작인 《국가위생원리》를 발표하였다. 1890년(메이지 23년) 4월에 독일로 자비 유학을 떠나 투베르쿨린의 발견자 로베르트 코흐의 연구소에서 기타자토 시바사부로 등과 함께 최신 의학을 접하였다. 1892년(메이지 25년) 1월에 뮌헨 대학교 박사 시험에 합격하였고, 4월에 로마에서 개최된 만국적십자회의에 참석한 후, 6월에 일본 요코하마로 귀국하였다. 같은 해 11월에 내무성 위생국장으로 임명되었으나 1893년(메이지 26년) 11월에 소마 가문의 집안 분쟁(소마 사건)에 말려들어 수감되었다. 다음 해 5월에 무죄 판결을 받고 보석으로 석방되지만 위생국장에서 물러나게 되었다.

### 대만총독부 민정장관 시기

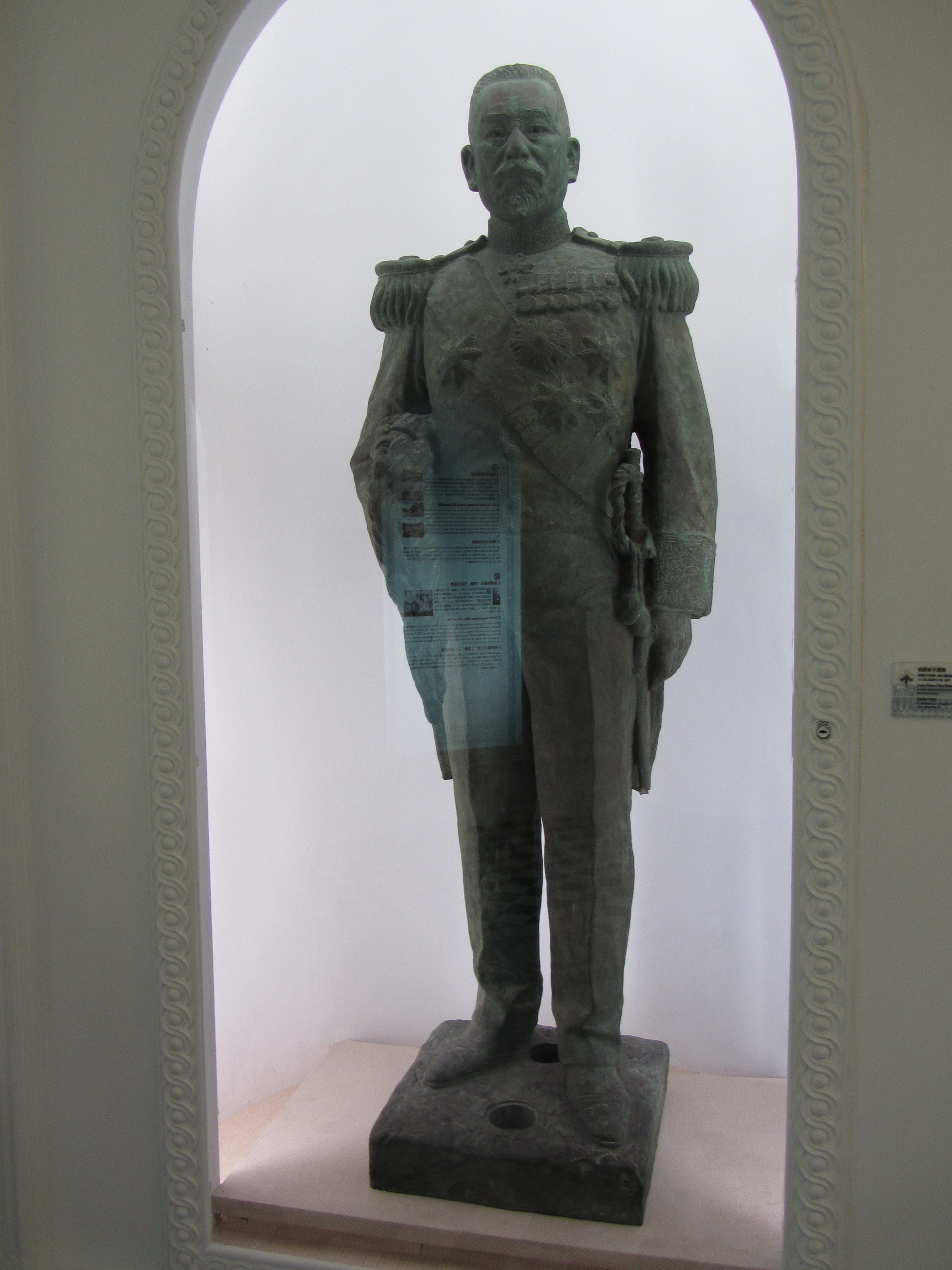
고토 신페이의 동상
(국립 대만 박물관 소장)

1895년(메이지 28년) 4월에 임시 육군 검역부 사무관장으로 복귀하였다. 청일 전쟁의 귀환병에 대한 검역 업무로 세토 내해의 3개의 섬에 거대 검역소를 2개월 안에 건설하여 콜레라의 침입을 방지하는 사업이었고, 고토는 사업을 성공적으로 마무리하였다. 당시 청일전쟁 이후 검역으로 소독한 함선은 687척, 총인원 232,346명, 그 중 콜레라 환자 총수는 1,500명이었다. 고토의 수완은 임시 육군 검역부장이였던 육군차관 겸 군수국장 고다마 겐타로의 눈에 들게 되었다. 검역 사업의 성공으로 같은 해 9월에 내무성 위생국장으로 재차 임명되었으며 중앙위생회 간사를 겸하게 되었다.
1898년(메이지 31년) 2월에 제4대 대만 총독에 취임한 고다마는 같은 해 3월에 고토를 대만총독부 민정국장(후일 민정장관으로 개명)으로 임명하였다. 고토는 ‘생물학 원리’에 입각한 통치 기초의 확립을 강조하며 대만에 대한 과학적 조사를 통한 현지 실정에 맞는 정책을 제정하고 점진적으로 시행하여야 한다는 의미에서 통치 방침으로 무방침주의를 표방하였다. 1900년(메이지 33년)부터 1903년(메이지 36년)까지 고다마가 총독직과 더불어서 육군대신, 내무대신, 문부대신을 겸임하고 있었기 때문에 대만의 사무는 절대적인 신뢰를 바탕으로 고토에게 일임하였다.
고토는 대대적인 토지 조사 사업과 대만 사업 공채의 발행을 통하여 재원을 마련한 후에 타이베이의 도시 건설, 대만은행의 창설, 화폐 정리 사업, 대만 종관철도(縱貫鐵道)와 항만의 건설, 제당업 정책의 확립, 위생 제도와 학제의 확립, 아편·장뇌·소금·연초의 전매사업 등 각종 사업을 추진하였다. 1905년(메이지 38년)에는 일본 정부의 국고의 보조를 받을 필요가 없는 대만의 재정적 독립을 이루었다. 한편으로 항일세력을 진압하여 치안을 공고히 하기 위하여 대만청치시기의 민간 자위 조직인 보갑제도를 회복시켜 경찰의 보조기관으로 사용하였고, 장정단을 조직하여 무장항일운동을 진압하는데 이용하였다. 이와 같은 통치 정책은 대만 식민 통치의 기반을 마련하여 식민자본주의 산업경제의 발전을 촉진시키는 효과를 가져왔다.

### 초대 만철 총재 시기

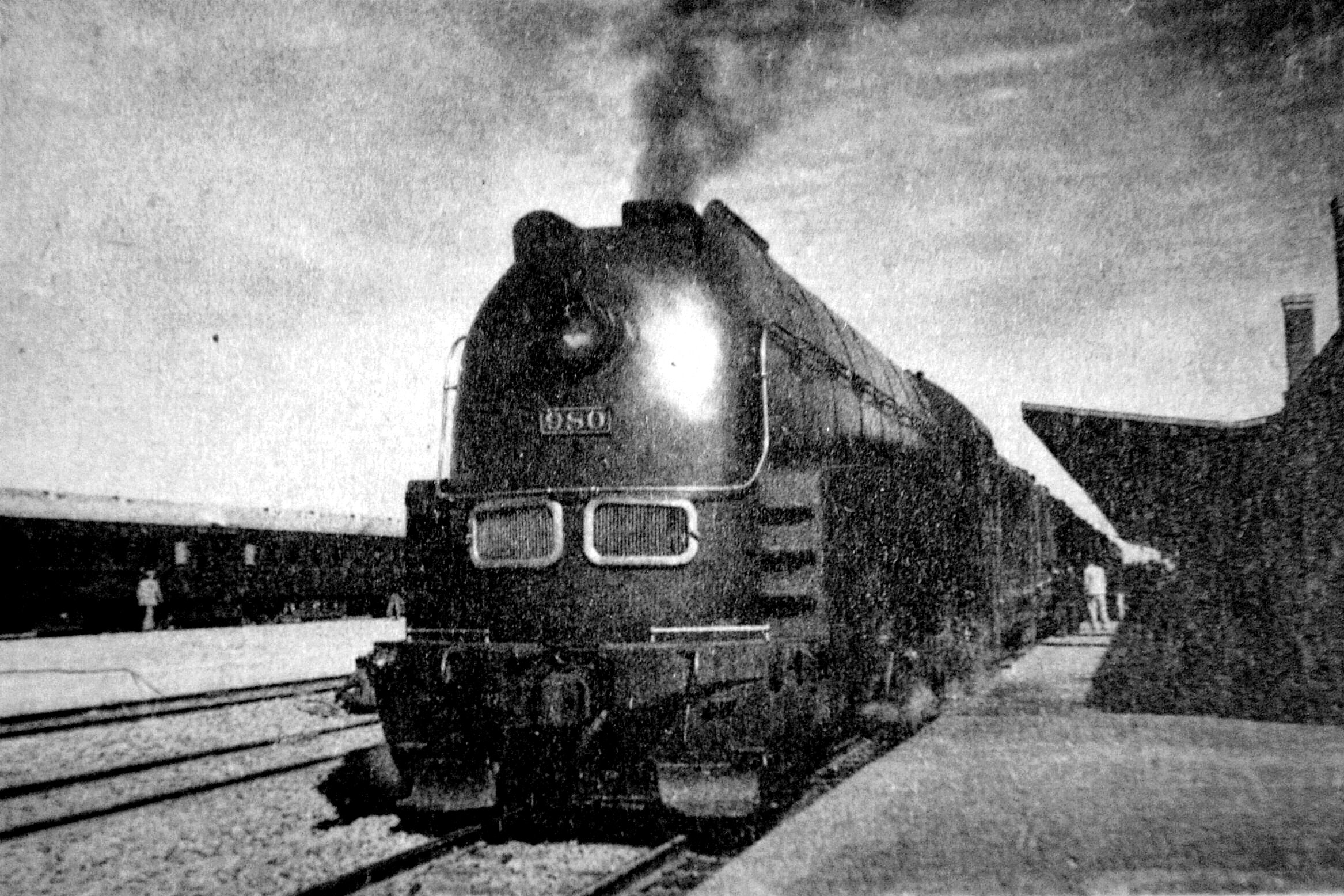
만철의 상징, 특급 아시아

1903년(메이지 36년) 11월에 귀족원 의원에 칙선되어 사망할 때까지 의원직을 유지하였다. 1904년(메이지 37년) 2월에 러일 전쟁이 발발하자 대만 총독 고다마 겐타로는 만주군 총참모장에 취임하여 전쟁을 승리로 이끌었고, 종전 후에는 만주 경영과 남만주 철도 주식회사의 설립에 관여하였다. 1906년(메이지 39년) 7월에 고다마로부터 만철 총재직을 제의 받은 고토는 대만에 미련이 있어 이를 고사하지만 고다마가 갑작스럽게 사망하자 그의 죽음을 천명이라 여기고 11월에 초대 만철 총재로 취임하였다.
고토는 ‘문장적 무비’(文装的武備)를 기치로 다양한 시책을 전개하여 만철 궤도의 광궤화, 다렌 항의 건설, 푸순 탄광의 부활, 만철 직영 야마토 호텔의 경영에 착수하였고, 만철 인접 도시들의 정비와 근대화를 추진하였다. 또한 뤼순공과학당(훗날 뤼순공과대학), 남만의학당(훗날 만주의과대학), 다렌 병원의 설립을 통하여 교육과 의료 시설을 확충하였으며, 중앙시험소와 만철의 핵심 두뇌집단으로 여겨지는 만철 조사부의 전신인 동아경제조사국을 설치하여 과학적 조사 활동을 전개하였다.

### 가쓰라·데라우치 내각 시기

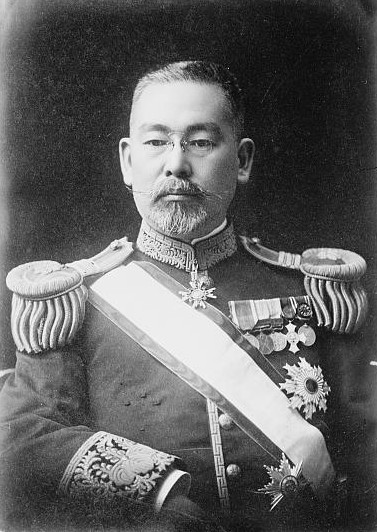
고토 신페이

1908년(메이지 41년) 7월에 만철 총재를 사임하고, 만철을 체신성 관할 아래에 두는 것을 조건으로 제2차 가쓰라 내각에 체신대신으로 취임하였다. 청일·러일 전쟁 이후 극도의 재정난 아래에서 수완을 발휘하여 체신성의 조직 개혁, 우편·전화·전신·해운 등의 법 정비와 신제도의 도입, 수력 발전 조사 등을 추진하였다. 같은 해 12월에 신설된 철도원(현재 JR)의 초대 총재를 겸직하였으며 국유 철도의 기반을 다지고 궤도의 광궤화를 추진하였다. 1910년(메이지 43년) 6월에 신설된 척식국의 부총재를 겸임하였다가 다음 해 5월에 사임하였다. 1911년(메이지 44년) 8월에 가쓰라 내각이 총사직하자 체신대신과 철도원 총재직에서 물러났다.
1912년(메이지 45년) 7월에 가쓰라 다로와 함께 유럽과 러시아로 여행을 떠났다가 메이지 천황이 사망하자 급히 귀국하였다. 같은 해 12월에 제3차 가쓰라 내각이 수립되자 체신대신으로 다시 입각하여 철도원 총재와 척식국 총재를 겸직하였다. 하지만 1913년(다이쇼 2년) 2월에 가쓰라의 비입헌적 행동에 분노한 민중이 헌정 옹호와 벌족 타파를 주장하며 의회를 포위하는 사태(다이쇼 데모크라시)로 발전하자 가쓰라 내각은 총사직하게 되었고 고토도 내각에서 물러났다. 같은 해 가쓰라가 신정당의 수립을 꾀하자 고토는 이를 지원하였고, 10월에 입헌동지회의 결성을 준비하던 중 가쓰라가 사망하자 고토는 모임에서 탈퇴하였다. 1914년(다이쇼 3년)에 일본과 중국의 합자 금융기관의 창설을 모색하여 동양은행의 설치 운동에 열중하였고, 동아공동경제기관설치안을 발표하였다. 일본 정부는 제1차 세계 대전을 기회로 삼아 중국 진출을 기도하여 1915년(다이쇼 4년)에 제2차 오쿠마 내각이 중국 위안스카이 정부에게 21개조의 요구를 강요하였고, 고토는 이를 실정으로 보아 귀족원에서 오쿠마 시게노부와 논전을 벌였다.
1916년(다이쇼 5년) 10월에 정당을 배제하고 조직된 ‘초연내각’으로 데라우치 내각이 수립되자 고토는 내무대신으로 입각하여 철도원 총재를 겸직하였다. 내무성 개혁, 경찰관 증원 등을 실시하고, 의회에서 가토 다카아키가 이끄는 헌정회의 공격을 방어하는데 전면에 나서는 한편, 철도의 광궤화를 각의로 결정하였다. 1917년(다이쇼 6년) 4월에 제13회 중의원 의원 총선거에서 승리한 입헌정우회와 입헌국민당이 여당을 자처하자 정국은 안정되었고, 1918년(다이쇼 7년) 4월에 고토는 외무대신으로 자리를 옮기게 되었다. 당시 러시아 혁명이 일어나 소비에트 정권이 수립된 러시아가 독일과 단독 강화를 맺으려 하자 미국, 영국을 비롯한 연합국은 이를 저지하기 위해 러시아로 파병하였고, 일본에 시베리아 출병을 강하게 요구하였다. 고토는 중국 북경 정부와 군사협정을 체결하고, 미국과 출병 문제를 논의한 끝에 시베리아 출병 촉진 의견서를 제출하였다. 일본 정부도 자국에 영향을 미치는 공산주의의 단절과 시베리아 진출의 목적 달성을 위하여 1918년(다이쇼 7년) 8월에 출병을 선언하였다. 한편 일본 내에서 쌀값의 계속되는 상승에 분노한 군중의 폭동이 전국적으로 확산되었고(쌀 소동), 그 영향으로 데라우치 내각은 같은 해 9월에 총사직하게 되었다.

### 도쿄 시장 시기

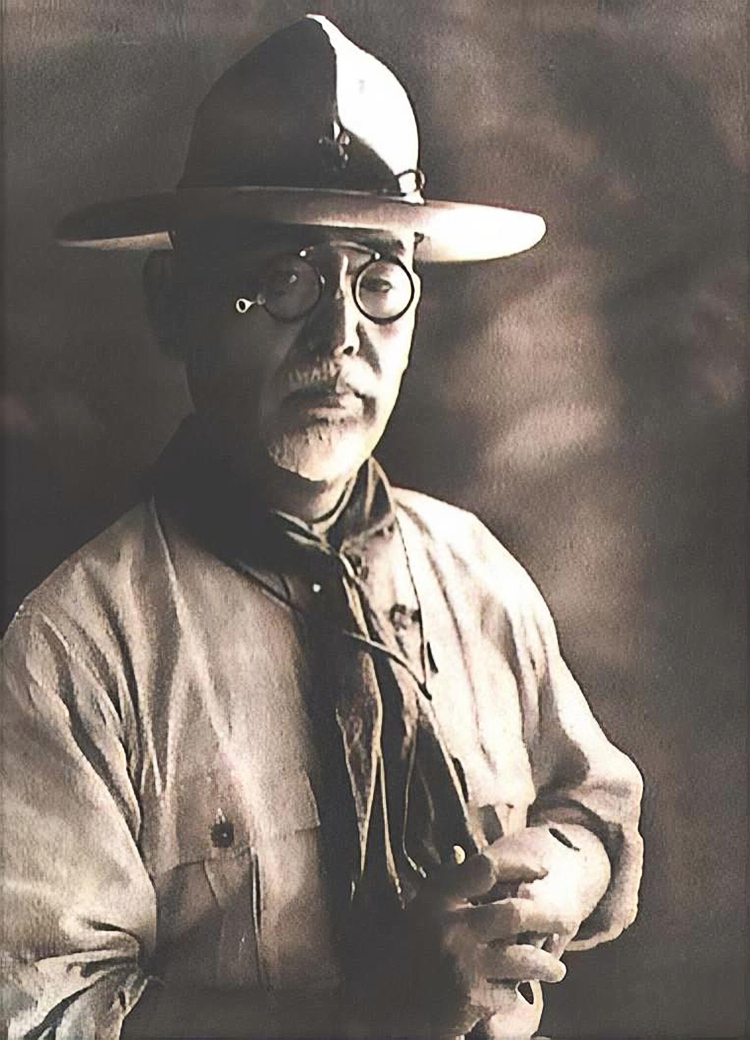
보이스카웃 제복을 착용한 고토 신페이

1919년(다이쇼 8년) 2월에 다쿠쇼쿠 대학의 제3대 학장으로 취임하였고, 같은 해 3월에 니토베 이나조와 함께 미국과 유럽으로 시찰을 떠나 그 해 11월에 귀국하였다. 고토는 대전 직후의 치열한 시장 경쟁에서 생존하려면 과학과 정보가 결정적인 역할을 할 것으로 확신하고 산업참모본부 기능을 수행할 대조사기관의 설치를 내각총리대신 하라 다카시와 상의하였다. 하라도 설치의 필요성을 공감하고 정부안을 만들지만 고토는 소규모이고 관료적이라는 이유로 이를 거부하였다.
1920년(다이쇼 9년) 12월에 도쿄 시장에 취임하여 관리와 교원의 대규모 구조 조정 등을 차례로 실시하고, 도쿄 개조 8억엔 계획안을 세우는 한편, 도쿄시정조사회를 설립하였다. 같은 해 적군 유격대에 의하여 일본인 거류민이 살해되는 니콜라예프스키 사건이 발생하자 일본은 사할린섬 북부를 점령하였다. 고토는 이 문제를 둘러싼 일본과 소련의 회담이 결렬되고 소련 대표 요페(Adolph Joffe)가 쑨원과 회견하자 요페를 일본으로 초청하여 일본과 소련의 복교를 모색하였다.
1923년(다이쇼 12년) 4월에 시장직을 사임하고, 9월에 야마모토 곤노효에를 내각총리대신으로 하는 제2차 야마모토 내각이 수립되자 내무대신으로 입각하였으며, 간토 대지진으로 파괴된 도쿄를 재건하기 위하여 설치된 제도부흥원 총재를 겸직하였다.

### 말년

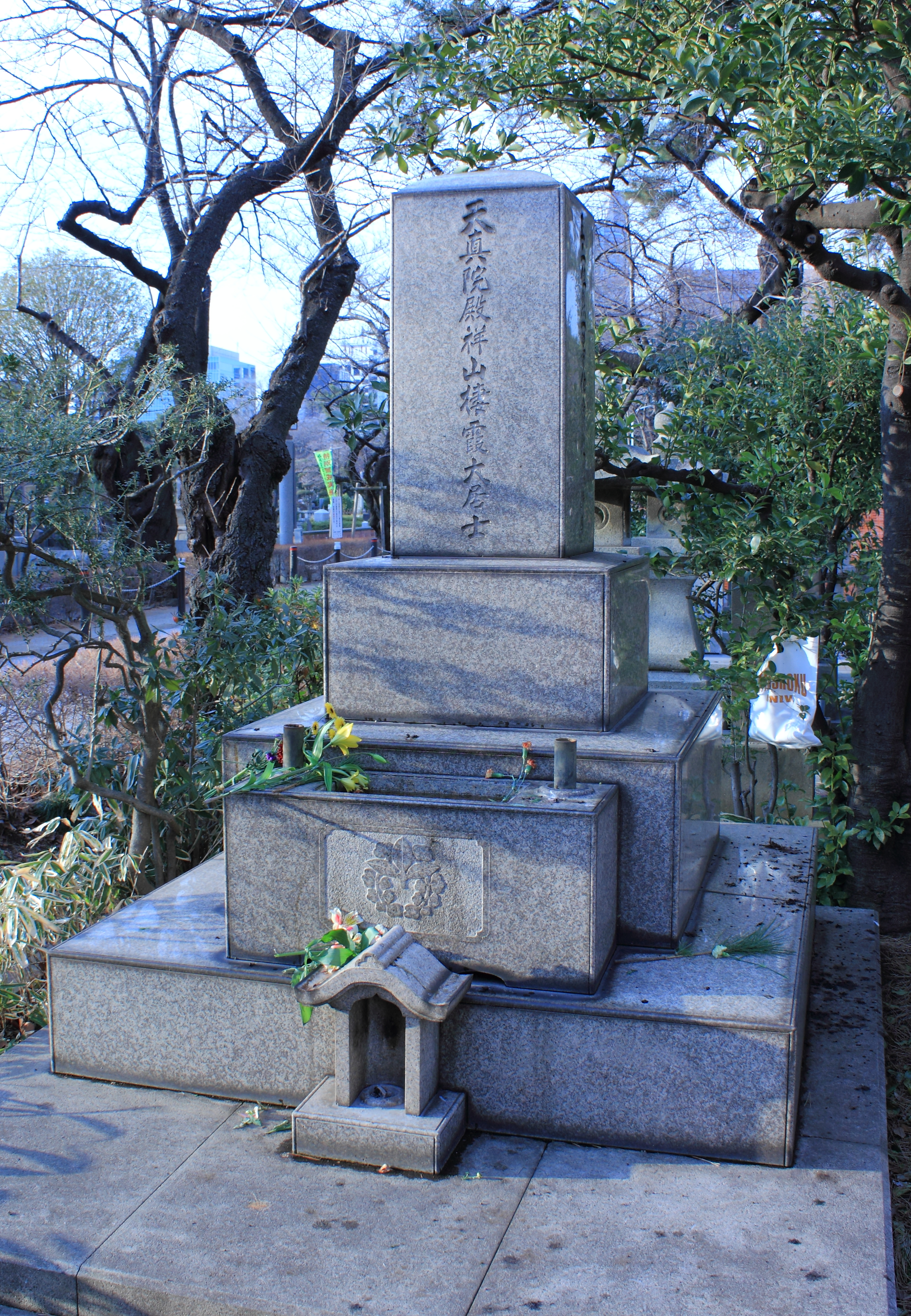
고토 신페이의 묘
(도쿄 아오야마 영원)

섭정궁 히로히토 친왕이 저격 당한 도라노몬 사건의 여파로 1924년(다이쇼 13년) 1월에 내각이 총사직하면서 모든 직책에서 물러났으며, 같은 해 10월에 사단법인 도쿄 방송국(훗날 일본방송협회)의 총재로 취임하였다.
1926년(쇼와 원년) 2월에 뇌졸중 증세를 보이지만 4월부터 정치의 윤리화 운동에 뜻을 품고 전국 각지를 돌며 연설하였다. 1927년(쇼와 2년) 8월에 뇌졸중이 재발하였지만 12월에 소련 방문을 강행하였다. 모스크바에서 스탈린을 비롯한 소련 고위급 인사와 회담을 하고 일러 어업 협약의 조인을 위하여 노력하였다. 1929년(쇼와 4년) 4월 4일에 강연을 위해 오카야마로 향하는 도중 열차 내에서 뇌졸중이 재발하였다. 4월 13일에 교토 부립 병원에서 사망하였으며, 시신은 도쿄 아오야마 영원에 묻혔다.

## 상훈
- 1892년(메이지 25년) 2월 22일 - 정6위
- 1906년(메이지 39년) 4월 11일 - 남작
- 1906년(메이지 39년) 11월 13일 - 일본 제국 훈1등 욱일대수장
- 1906년(메이지 39년) 11월 30일 - 종3위
- 1911년(메이지 44년) 7월 20일 - 정3위
- 1922년(다이쇼 9년) 9월 7일 - 일본 제국 훈1등 욱일동화대수장
- 1922년(다이쇼 11년) 9월 25일 - 자작
- 1922년(다이쇼 11년) 9월 30일 - 종2위
- 1928년(쇼와 3년) 11월 10일 - 백작
- 1929년(쇼와 4년) 4월 13일 - 정2위

## 저작
- 《국가위생원리》(国家衛生原理, 1889년(메이지 22년) 9월) - 원문 보기
- 《위생제도론》(衛生制度論, 1890년(메이지 23년) 9월) - 원문 보기

## 가계
에도 시대 말기의 난학자 다카노 조에이(高野長英)가 종조부이며, 만주국 관료와 외무대신을 역임한 정치가 시나 에쓰사부로가 조카이다. 또한 정치가 쓰루미 유스케(鶴見祐輔)가 사위이며, 손자로는 사회학자 쓰루미 가즈코(鶴見和子), 철학자 쓰루미 슌스케(鶴見俊輔), 연출가 사노 세키(佐野碩)가 있다.

## 같이 보기
- 고토 이치조
- 대만총독부
- 남만주 철도 주식회사
- 제2차 가쓰라 내각
- 제3차 가쓰라 내각
- 데라우치 내각
- 일본의 시베리아 개입
- 제2차 야마모토 내각